# Olympische Sommerspiele 2020/Teilnehmer (Jordanien)
| Gelbes Symbol für Goldmedaillen mit stilisierten Olympischen Ringen | Graues Symbol für Silbermedaillen mit stilisierten Olympischen Ringen | Braundes Symbol für Bronzemedaillen mit stilisierten Olympischen Ringen |
| ------------------------------------------------------------------- | --------------------------------------------------------------------- | ----------------------------------------------------------------------- |
| —                                                                   | 1                                                                     | 1                                                                       |

Jordanien nahm an den Olympischen Spielen 2020 in Tokio mit 14 Athleten (10 Männer, 4 Frauen) teil. Es war die insgesamt zehnte Teilnahme an Olympischen Sommerspielen seit 1980. Mit 14 Sportlerinnen und Sportlern war es zudem die bisher größte jordanische Mannschaft, die an Olympischen Spielen teilnahm.

## Teilnehmer nach Sportarten

### Boxen
| Athleten         | Wettbewerb                  | 1. Runde   | 1. Runde | Achtelfinale  | Achtelfinale  | Viertelfinale | Viertelfinale | Halbfinale    | Halbfinale    | Finale        | Finale        | Rang |
| Athleten         | Wettbewerb                  | Gegner     | Ergebnis | Gegner        | Ergebnis      | Gegner        | Ergebnis      | Gegner        | Ergebnis      | Gegner        | Ergebnis      | Rang |
| ---------------- | --------------------------- | ---------- | -------- | ------------- | ------------- | ------------- | ------------- | ------------- | ------------- | ------------- | ------------- | ---- |
| Männer           |                             |            |          |               |               |               |               |               |               |               |               |      |
| Mohammad Al-Wadi | Federgewicht bis 57 kg      | C. Ávila   | 0:5      | ausgeschieden | ausgeschieden | ausgeschieden | ausgeschieden | ausgeschieden | ausgeschieden | ausgeschieden | ausgeschieden | 17   |
| Obada Al-Kasbeh  | Leichtgewicht bis 63 kg     | D. Assanau | 0:5      | ausgeschieden | ausgeschieden | ausgeschieden | ausgeschieden | ausgeschieden | ausgeschieden | ausgeschieden | ausgeschieden | 17   |
| Zeyad Eashash    | Weltergewicht bis 69 kg     | Freilos    | Freilos  | M. Clair      | 2:3           | ausgeschieden | ausgeschieden | ausgeschieden | ausgeschieden | ausgeschieden | ausgeschieden | 9    |
| Odai Al-Hindawi  | Halbschwergewicht bis 81 kg | L. Plantić | 2:3      | ausgeschieden | ausgeschieden | ausgeschieden | ausgeschieden | ausgeschieden | ausgeschieden | ausgeschieden | ausgeschieden | 17   |
| Hussein Ishaish  | Schwergewicht bis 91 kg     | Freilos    | Freilos  | J. Castillo   | 4:0           | A. Teixeira   | 1:4           | ausgeschieden | ausgeschieden | ausgeschieden | ausgeschieden | 5    |

### Judo
| Athleten          | Wettbewerb | 1. Runde | 1. Runde | 2. Runde   | 2. Runde | Achtelfinale  | Achtelfinale  | Viertelfinale | Viertelfinale | Halbfinale / Trostrunde | Halbfinale / Trostrunde | Finale / Platz 3 | Finale / Platz 3 | Rang |
| Athleten          | Wettbewerb | Gegner   | Ergebnis | Gegner     | Ergebnis | Gegner        | Ergebnis      | Gegner        | Ergebnis      | Gegner                  | Ergebnis                | Gegner           | Ergebnis         | Rang |
| ----------------- | ---------- | -------- | -------- | ---------- | -------- | ------------- | ------------- | ------------- | ------------- | ----------------------- | ----------------------- | ---------------- | ---------------- | ---- |
| Männer            |            |          |          |            |          |               |               |               |               |                         |                         |                  |                  |      |
| Yunis Eyal Salman | bis 73 kg  | Freilos  | Freilos  | B. Çiloğlu | 0s1:10   | ausgeschieden | ausgeschieden | ausgeschieden | ausgeschieden | ausgeschieden           | ausgeschieden           | ausgeschieden    | ausgeschieden    | 17   |

### Karate

#### Kumite
Abdelrahman Al-Masatfa qualifizierte sich durch einen zweiten Platz in der letzten Poolrunde beim 2021 Karate World Olympic Qualification Tournament in Paris, Frankreich, für die Kumite-Klasse der Männer bis 67 kg.
| Athleten               | Wettbewerb       | Gruppenphase | Gruppenphase | Halbfinale | Halbfinale | Finale        | Finale        | Rang   |
| Athleten               | Wettbewerb       | Punkte       | Rang         | Gegner     | Ergebnis   | Gegner        | Ergebnis      | Rang   |
| ---------------------- | ---------------- | ------------ | ------------ | ---------- | ---------- | ------------- | ------------- | ------ |
| Männer                 |                  |              |              |            |            |               |               |        |
| Abdelrahman Al-Masatfa | Kumite bis 67 kg | 8            | 1            | E. Şamdan  | 0:2        | ausgeschieden | ausgeschieden | Bronze |

### Leichtathletik
Laufen und Gehen 
| Athleten       | Wettbewerb | Runde 1 | Runde 1 | Halbfinale    | Halbfinale    | Finale        | Finale        | Rang          |
| Athleten       | Wettbewerb | Zeit    | Rang    | Zeit          | Rang          | Zeit          | Rang          | Rang          |
| -------------- | ---------- | ------- | ------- | ------------- | ------------- | ------------- | ------------- | ------------- |
| Frauen         |            |         |         |               |               |               |               |               |
| Aliyah Boshnak | 400 m      | DSQ     | DSQ     | ausgeschieden | ausgeschieden | ausgeschieden | ausgeschieden | ausgeschieden |

### Reiten

#### Springreiten
| Athleten                      | Wettbewerb | Strafpunkte   | Strafpunkte   | Strafpunkte   | Rang |
| Athleten                      | Wettbewerb | Einzelwertung | Einzelwertung | Einzelwertung | Rang |
| Athleten                      | Wettbewerb | 1. Umlauf     | 2. Umlauf     | Stechen       | Rang |
| ----------------------------- | ---------- | ------------- | ------------- | ------------- | ---- |
| Ibrahim Bisharat mit Blushing | Einzel     | Aufgabe       | ausgeschieden | ausgeschieden | —    |

### Schießen
| Athleten       | Wettbewerb       | Qualifikation   | Qualifikation | Finale          | Finale        | Rang |
| Athleten       | Wettbewerb       | Ringe/ Scheiben | Rang          | Ringe/ Scheiben | Rang          | Rang |
| -------------- | ---------------- | --------------- | ------------- | --------------- | ------------- | ---- |
| Frauen         |                  |                 |               |                 |               |      |
| Asma Abu Rabee | 10 m Luftpistole | 559             | 44            | ausgeschieden   | ausgeschieden | 44   |

### Schwimmen
| Athleten      | Wettbewerb    | Vorlauf     | Vorlauf | Halbfinale    | Halbfinale    | Finale        | Finale        | Rang |
| Athleten      | Wettbewerb    | Zeit        | Rang    | Zeit          | Rang          | Zeit          | Rang          | Rang |
| ------------- | ------------- | ----------- | ------- | ------------- | ------------- | ------------- | ------------- | ---- |
| Frauen        |               |             |         |               |               |               |               |      |
| Talita Baqlah | 50 m Freistil | 26,49 s     | 45      | ausgeschieden | ausgeschieden | ausgeschieden | ausgeschieden | 45   |
| Männer        |               |             |         |               |               |               |               |      |
| Amro Al Wir   | 100 m Brust   | 1:02,17 min | 41      | ausgeschieden | ausgeschieden | ausgeschieden | ausgeschieden | 41   |
| Amro Al Wir   | 200 m Brust   | 2:12,61 min | 26      | ausgeschieden | ausgeschieden | ausgeschieden | ausgeschieden | 26   |

### Taekwondo
| Athleten           | Wettbewerb       | Achtelfinale | Achtelfinale | Viertelfinale | Viertelfinale | Hoffnungsrunde Halbfinale | Hoffnungsrunde Halbfinale | Halbfinale    | Halbfinale    | Hoffnungsrunde Finale | Hoffnungsrunde Finale | Finale        | Finale        | Rang   |
| Athleten           | Wettbewerb       | Gegner       | Erg.         | Gegner        | Erg.          | Gegner                    | Erg.                      | Gegner        | Erg.          | Gegner                | Erg.                  | Gegner        | Erg.          | Rang   |
| ------------------ | ---------------- | ------------ | ------------ | ------------- | ------------- | ------------------------- | ------------------------- | ------------- | ------------- | --------------------- | --------------------- | ------------- | ------------- | ------ |
| Frauen             |                  |              |              |               |               |                           |                           |               |               |                       |                       |               |               |        |
| Julyana Al-Sadeq   | Klasse bis 67 kg | M. Titoneli  | 9:9          | ausgeschieden | ausgeschieden | ausgeschieden             | ausgeschieden             | ausgeschieden | ausgeschieden | ausgeschieden         | ausgeschieden         | ausgeschieden | ausgeschieden | 11     |
| Männer             |                  |              |              |               |               |                           |                           |               |               |                       |                       |               |               |        |
| Saleh Al-Sharabaty | Klasse bis 80 kg | R. Ordemann  | 5:4          | A. Mahboubi   | 17:15         | —                         | —                         | N. Rafalovich | 13:11         | —                     | —                     | M. Chramzow   | 9:20          | Silber |